# San Juan del Meco
San Juan del Meco är en ort i Mexiko.   Den ligger i kommunen Ciudad del Maíz och delstaten San Luis Potosí, i den centrala delen av landet, 400 km norr om huvudstaden Mexico City. San Juan del Meco ligger 1 322 meter över havet och antalet invånare är 289.
Terrängen runt San Juan del Meco är huvudsakligen kuperad, men österut är den bergig. Runt San Juan del Meco är det glesbefolkat, med 11 invånare per kvadratkilometer. Närmaste större samhälle är El Limonal, 17,2 km öster om San Juan del Meco. I omgivningarna runt San Juan del Meco växer huvudsakligen savannskog.